# 護士服

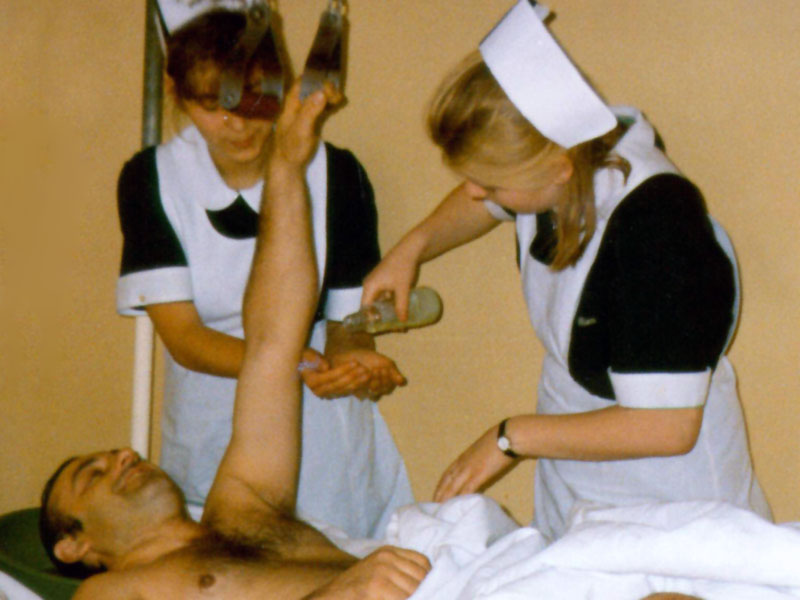
傳統的護士服包括了上衣、圍裙，以及護士帽

護士服是護士穿的服裝，主要功能是保持衛生及讓病患辨識護士。傳統的護士服包括了上衣、圍裙，以及護士帽。護士服有許多不同的款式，但是基本上仍十分容易被識別。

## 歷史
護士服起源於修女的服裝。在19世紀之前，修女們會照顧生病和受傷的人，因此最早的護理人員穿著十分類似修女們的衣著。而第一套正式的護士服，是由弗羅倫斯·南丁格爾的學生Miss VanRensselae設計的，其用途是發給南丁格爾護理學校的學生當制服。1940年之前，護士服產生了許多細微的變化，雖然衣服的部份皆為藍色的外衣，但是各個醫院都自由的設計護士服款式，連護士帽也產生了許多不同造型.。

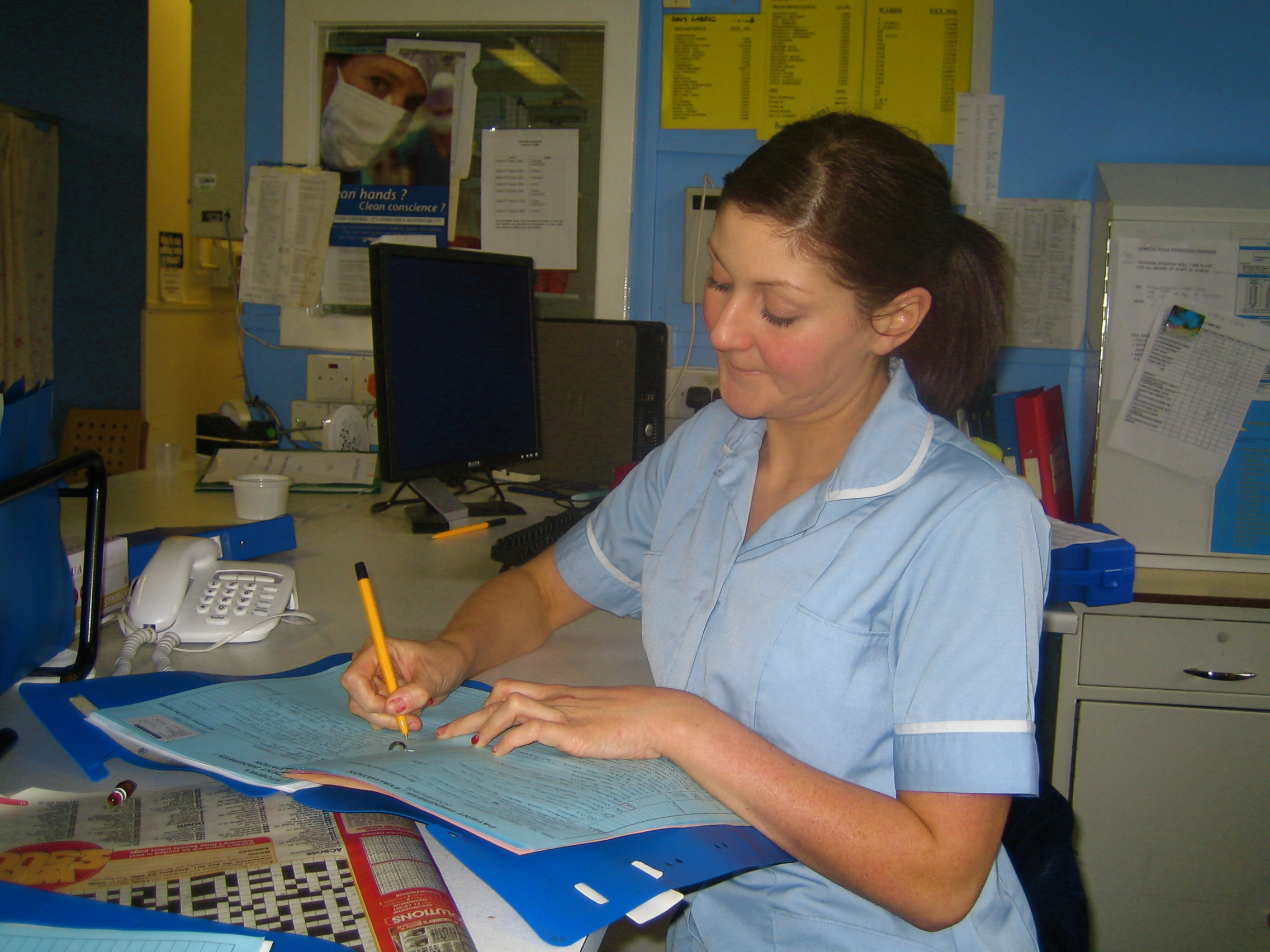
1980年代的英國護士服

1948年，英國的國家醫療服務機構(National Health Service) (NHS) 設計出全國統一使用的護士服。1960年代，圓領設計開始出現。1970年代，單次使用的紙護士帽取代了棉製護士帽。1980年代，塑料製成的圍裙取代了傳統圍裙，而外衣的罩衫也慢慢消失了。而到了1990年代，美國的醫療機構開始使用手術服取代護士服，英國也受其影響，有些NHS也開始採用手術服，但仍有護士繼續穿著傳統護士服。

## 標準護士服

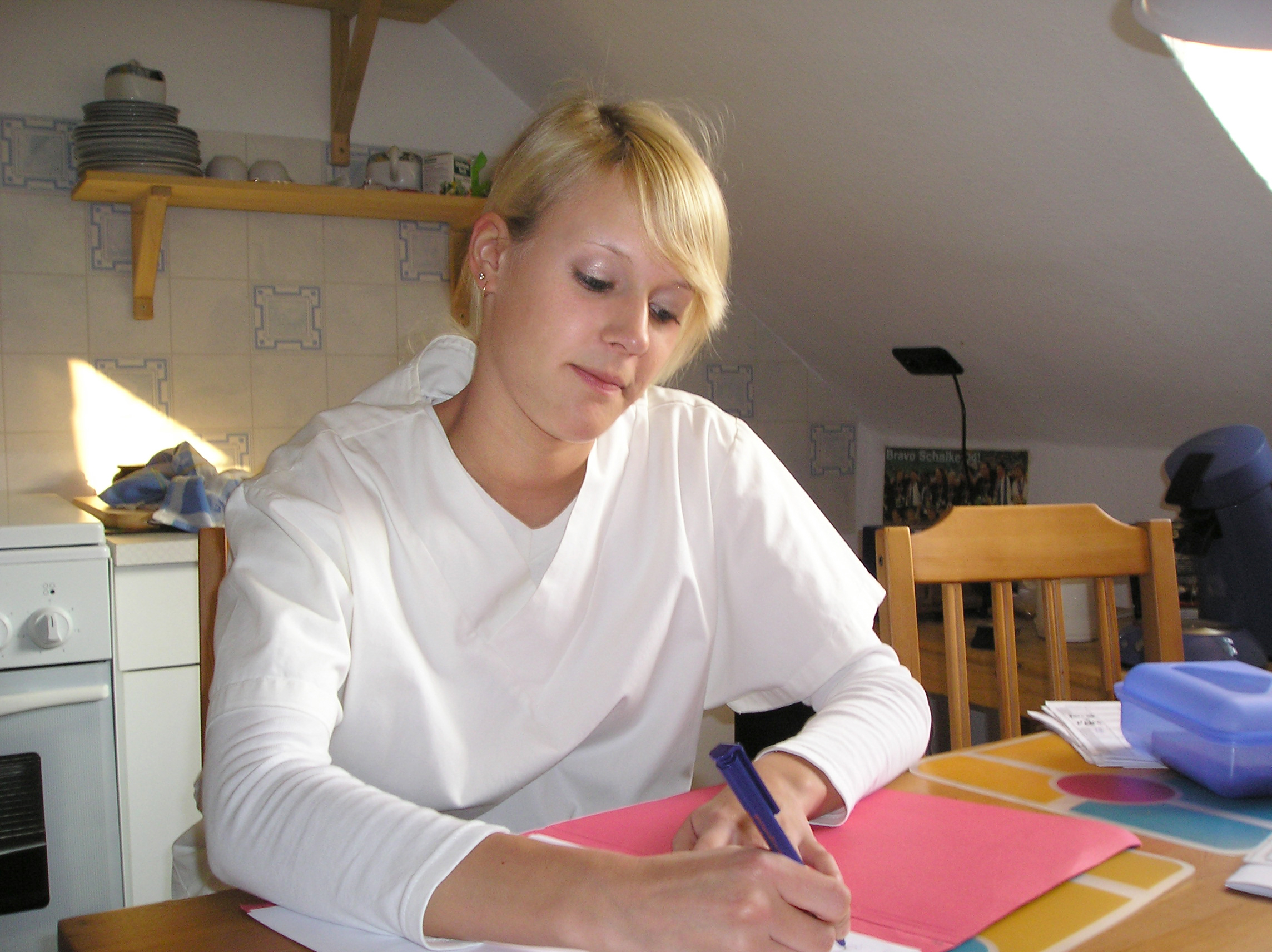
穿著手術服的德國護士

一個典型的護士制服包括一件衣服，一件圍裙和護士帽。在一些醫院，護校生還會配戴護士別針。大部份的圍裙是連身式的，但也有類似鞋匠圍裙的設計存在著。這種護士服目前仍被許多國家廣泛採用。
傳統護士制服在許多國家仍然很常見，但在西歐和北美地區，大多數醫院已改用手術服取代護士服。它是一種較輕便的制服，被大量使用於手術室和急診室裡。

## 替代性護士服
1980年代末期開始，一些國家已經開始採用替代護理制服設計。例如英國新式護士制服就包含了以下特色
：
1. 深藍色且能防止交叉感染的丘尼卡上衣及長褲，邊緣通常採滾邊設計。服裝顏色可依照科別或性別調整。
2. 上衣下著必須同色且同款式[5]。

### 男性護士服
有些國家的護士服採中性設計，男性及女性護士都能穿著，有的國家則會為男性單獨設計護士服。在英國，男性護士通常穿著白色丘尼卡上衣並配帶著顯示他身份、年資的肩章。但目前白色丘尼卡上衣已被視為一種過時的設計，大部份國家都朝著中性護士服的方向推廣。

## 護士服與手術服
1990年代起，部分醫院開始使用手術服取代護士服，時至今日，大部份歐美醫院皆採用手術服做為護士服，因為其更容易清潔。護士對於傳統護士服與手術服分為兩派：
- 支持手術服的護士們認為傳統護士服不便於穿著、清潔。
- 支持傳統護士服的護士則認為穿著手術服看起來與病人、清潔工難以區別，增加病患辨識護士的難度。

## 護士配件

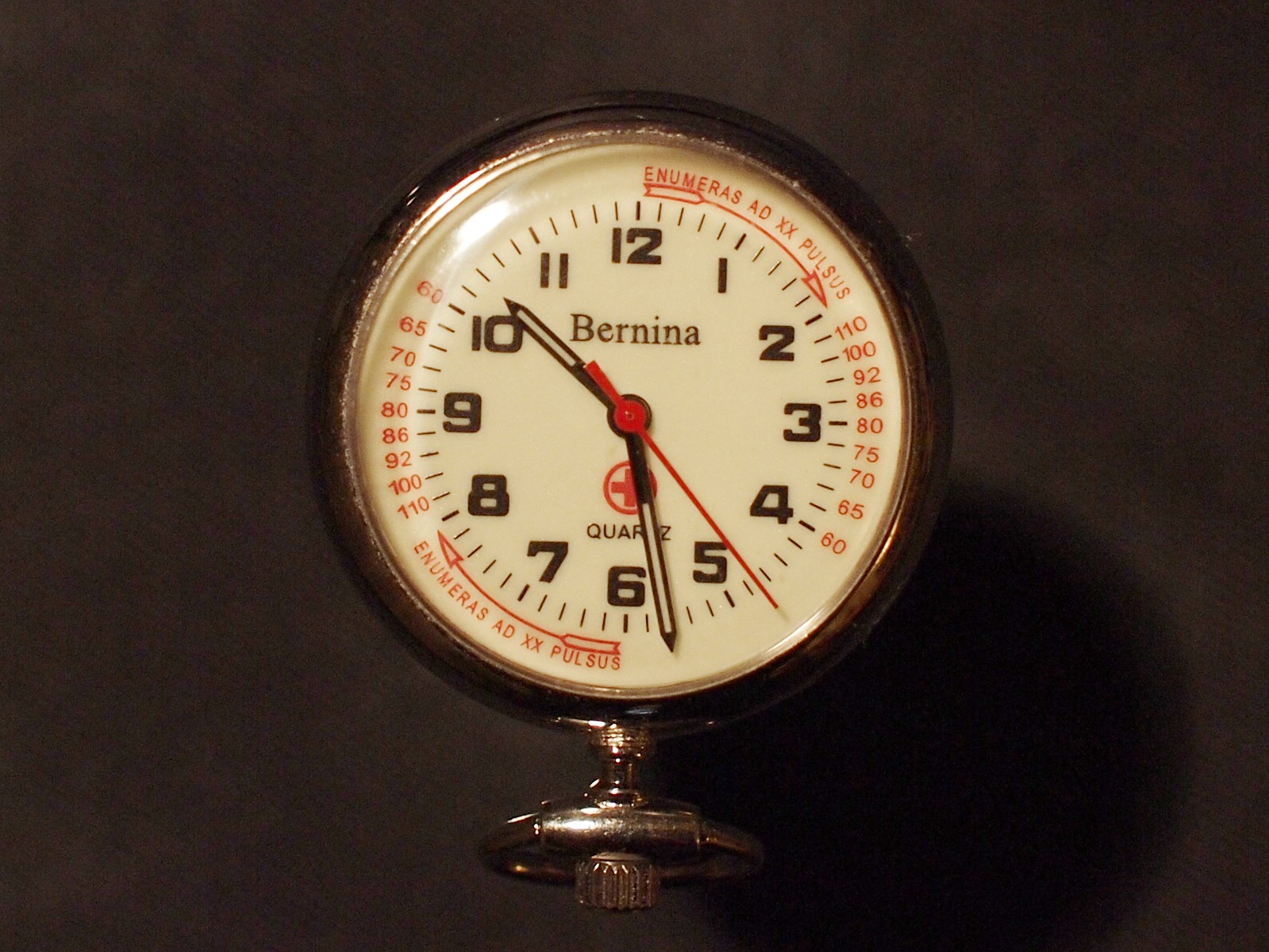
掛錶式的脈搏計錶

護士通常被要求不要配戴任何的裝飾配件，因為可能會造成交叉感染或是刮傷病患的皮膚。護士錶因此被設計出來，護士錶通常採掛錶型式，設有特別的錶盤設計，方便醫護人員量測病人脈搏頻率，指針停止的位置就可以直接讀取錶盤刻度上的脈搏頻率，不需要人工換算。

## 戀制服次文化

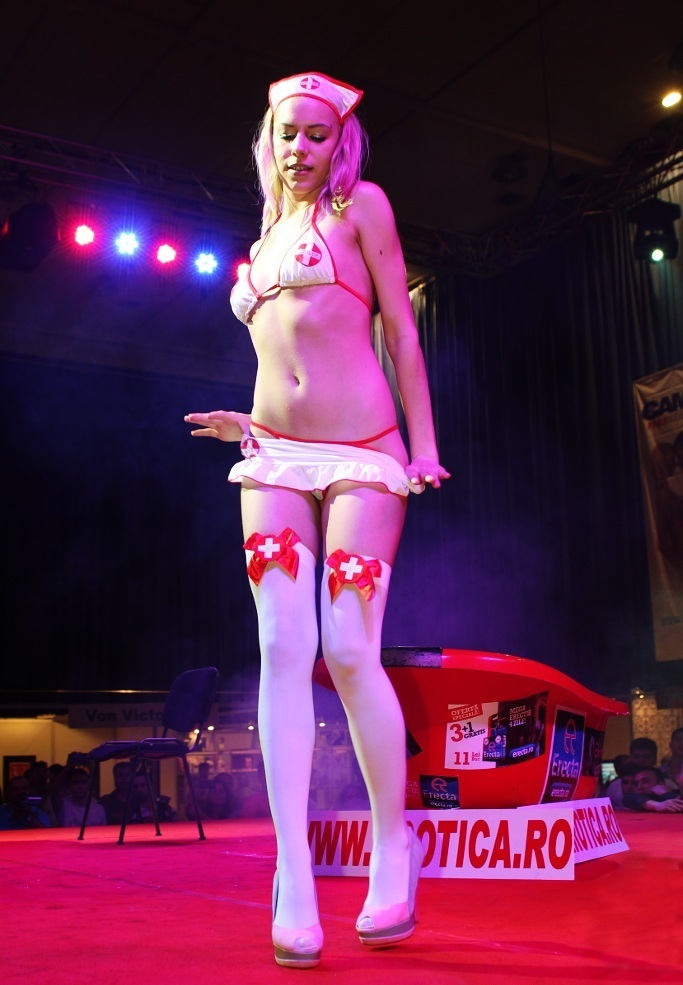
情色產業中的護士服

在戀制服次文化中，護士服為十分常見的一種制服，在日本的AV產業中有不少以護士為主題的作品。在世界各地的色情產業中，護士服也是一種常見的裝扮。它滿足了戀醫學癖愛好者的幻想。